# Królowa chmur
Królowa chmur z cyklu Święta polskie – polski film fabularny z 2003 roku w reżyserii i na podstawie scenariusza Radosława Piwowarskiego.
Film kręcono w lipcu 2003 roku we Wrocławiu i Wałbrzychu.

## Opis fabuły
Piotr wykupuje willę, której właścicielką jest 80-letnia pani Wanda. W czasach młodości była ona związana z malarstwem, lubiła rysować chmury, wówczas była nazywana "Królową Chmur", a jej syn zginął w wieku 30 lat. Pani Wanda widzi w Piotrze utraconego jedynaka i postanawia go obdarzyć matczyną miłością. Piotr natomiast chce oddać Wandę do domu starców, jednak nie ma odwagi jej tego powiedzieć. Postanawia zabrać ją nad morze, skąd rzekomo mają polecieć do Brazylii. Podróż uprzyjemnia mu jego kochanka, Kasia.

## Obsada
- Danuta Szaflarska – Wanda Przybyłowicz Mimi
- Wojciech Malajkat – Piotr
- Anna Przybylska – Kasia
- Andrzej Gałła – kierowca TIR-a podwożący Mimi
- Zdzisław Kuźniar – kierowca TIR-a
- Robert Kowalski – ochroniarz w hipermarkecie
- Bogdan Kalus – sierżant Mieczysław Droga
- Piotr Wojtowicz – klient w hipermarkecie
- Joanna Jeziorna – sprzedawczyni w hipermarkecie
- Barbara Grochmalska – siostra Barbara
- Adam Cywka – posterunkowy
- Wojciech Kuliński – policjant
- Krystyna Dwornik – uczestniczka blokady
- Anita Poddębniak – uczestniczka blokady
- Przemysław Bluszcz – uczestnik blokady
- Janusz Chabior – uczestnik blokady
- Marek Sitarski – uczestnik blokady
- Katarzyna Zawadzka – kucharka w domu starców
- Halina Wyrodek – kierowniczka domu starców
- Jerzy Szebesta – ochroniarz w pałacu
- Lambros Ziotas – ochroniarz w pałacu
- Cezary Kussyk – pensjonariusz domu starców